# Образовательные учреждения МВД России

## Образовательные организации МВД России
На 2020 год в Российской Федерации — России действуют 20 ведомственных высших учебных заведений и 12 их филиалов, которые выпускают около 10 тыс. сотрудников в год. 

### Университеты МВД
- Московский университет МВД России (г. Москва)
  - Московский областной филиал (Московская область, п. Старотеряево)
  - Рязанский филиал (г. Рязань)
  - Тверской филиал (г. Тверь)
- Краснодарский университет МВД России (г. Краснодар)
  - Крымский филиал (г. Симферополь)
  - Новороссийский филиал (г. Новороссийск)
  - Ставропольский филиал (г. Ставрополь)
  - Северо-Кавказский институт повышения квалификации сотрудников МВД России (г.Нальчик)
- Санкт-Петербургский университет МВД России (г. Санкт-Петербург)
  - Калининградский филиал (г. Калининград)
  - Ленинградский областной филиал (г. Мурино)

### Академии МВД
- Академия управления МВД России (г. Москва)
- Волгоградская академия МВД России (г. Волгоград)
- Нижегородская академия МВД России (г. Нижний Новгород)
- Омская академия МВД России (г. Омск)

### Институты МВД
- Всероссийский институт повышения квалификации сотрудников МВД России (ВИПК) (г. Домодедово)
  - Брянский филиал ВИПК (г. Брянск)
  - Филиал ВИПК в г. Набережные челны (г. Набережные Челны)
  - Филиал ВИПК в г. Пенза (г. Пенза)
- Тюменский юридический институт МВД России ( г. Тюмень)
- Барнаульский юридический институт МВД России (г. Барнаул)
- Белгородский юридический институт МВД России (г. Белгород)
- Воронежский институт МВД России (г. Воронеж)
- Восточно-Сибирский институт МВД России (г. Иркутск)
- Дальневосточный юридический институт МВД России (г. Хабаровск)
- Казанский юридический институт МВД России (г. Казань)
- Орловский юридический институт МВД России (г. Орёл)
- Ростовский юридический институт МВД России (г. Ростов-на-Дону)
- Сибирский юридический институт МВД России (г. Красноярск)[1]
  - Абаканский филиал заочного обучения Сибирского института (г. Абакан)
  - Представительство Сибирского юридического института в г. Кызыле (г. Кызыл)
- Уральский юридический институт МВД России (г. Екатеринбург)
- Уфимский юридический институт МВД России (г. Уфа)

### Школы МВД
- Ростовская школа служебно-розыскного собаководства (г. Ростов-на-Дону)
  - Филиал Ростовской школы служебно-розыскного собаководства(г. Егорьевск)
- Уфимская школа по подготовке специалистов-кинологов (Республика Башкортостан, д. Ляхово)

### Суворовские училища МВД
- Санкт-Петербургское суворовское военное училище МВД (г. Санкт-Петербург)
- Грозненское суворовское военное училище МВД (г. Грозный)
- Читинское суворовское военное училище МВД (г. Чита)
- Елабужское суворовское военное училище МВД (г. Елабуга)
- Астраханское суворовское военное училище МВД (г. Астрахань)

### Кадетский корпус МВД
- Самарский кадетский корпус МВД (г. Самара)
- Гуманитарно-правовой корпус (по линии МВД Республики Марий Эл) в МБОУ "Образовательный Комплекс "Школа №29 г. Йошкар-Олы" (г. Йошкар-Ола)